# Statue de Jeanne d'Arc (Poitiers)
La statue de Jeanne d'Arc, ange de la Paix est une œuvre située au square des Cordeliers à Poitiers en France. Elle est une des statues réalisée en 1929 par Maxime Real del Sarte, chef des Camelots du roi.

## Inauguration

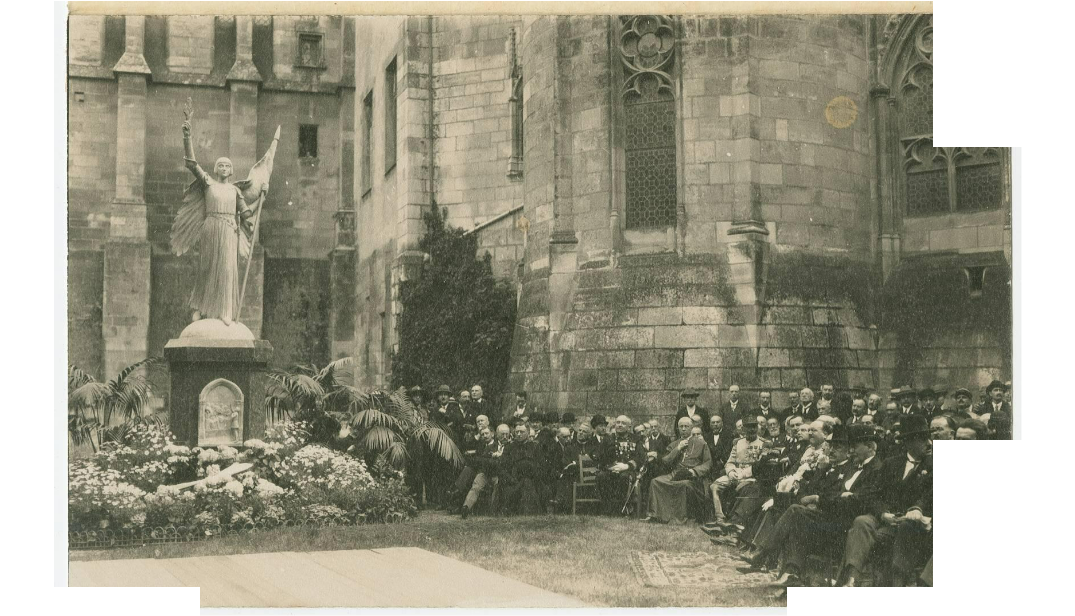
Inauguration de la statue de Jeanne d'Arc à Poitiers en 1929

La statue est inaugurée au matin du 2 juin 1929, elle a eu lieu en présence de André François-Poncet, sous-secrétaire d'État des Beaux-Arts. Ce dernier prononce un discours dans lequel il conte l'histoire de Jeanne d'Arc à Poitiers. On constate également la présence du sénateur Raoul Péret, du marquis de Roux ainsi que du maire de Poitiers, Gabriel Morain.
L'après midi, un cortège part la cathédrale Saint-Pierre où l'évêque de Poitiers, Olivier de Durfort de Civrac donne un étendard de Jeanne d'Arc. 
Les sections d'Action Française du Poitou ponctue le cortège en déposant une gerbe de fleurs aux pieds de la statue. 
Cette inauguration a pour présidence d'honneur, Raymond Poincaré.

## Histoire

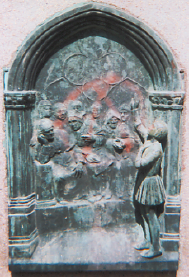
Bas-relief représentant sainte Jeanne interrogée.

Le parlement de Paris siège à Poitiers. La capitale du Poitou est un refuge de la nationalité française au cours de la guerre de Cent Ans. Le 11 mars 1429 Jeanne d'Arc est accompagnée jusqu'à Poitiers pour être interrogée par les clercs et les docteurs en théologie.
Jeanne d'Arc est canonisée le 16 mai 1920 par Benoît XV, déjà béatifiée par Pie X en 1909. Elle est nommée sainte patronne secondaire de France. Cette canonisation suscite alors un fort engouement populaire ainsi qu'un élan patriotique. La pucelle d'Orléans est alors représentée sur de nombreuses statues et peintures et est commémorée par des multiples auteurs.

## Description
La statue en bronze représente Jeanne d'Arc. C'est Odile de Lénancourt, duchesse de Guiche qui a servi de modèle.
Le bas-relief en bronze sur le piédestal représente l'interrogatoire de Jeanne d'Arc par les clercs et les docteurs en théologie.